# Crida a la Solidaritat en Defensa de la Llengua, la Cultura i la Nació Catalanes

Cartell de la Crida del 24 de juny de 1981

La Crida a la Solidaritat en Defensa de la Llengua, la Cultura i la Nació Catalanes, referida sovint com a Crida a la Solidaritat, o la Crida, fou un moviment catalanista que va sorgir com a reacció al Manifiesto de los 2.300, que qüestionava el procés de normalització del català.

## Constitució
La Crida nasqué en un acte celebrat al paranimf de la Universitat de Barcelona, el 18 de març de 1981, patrocinat per Felip Solé i Sabarís i Aureli Argemí i Roca. La campanya de naixement de la Crida tingué la seva culminació en un acte massiu al Camp Nou, on s'aplegaren 100.000 persones el 24 de juny de 1981.
Durant la dècada de 1980, la Crida va organitzar un seguit de campanyes a favor de la normalització de la llengua catalana, denunciant entitats i empreses que consideraven que discriminaven el català. El 14 de març de 1982 fou la principal promotora de la manifestació a Barcelona contra la LOAPA i s'enfrontaren amb CiU perquè la Crida proposà com a slogan No a l'harmonització, autodeterminació, mentre que CiU proposava No a la Loapa, som una nació. Això provocaria un distanciament entre ambdues organitzacions, que culminà amb el fracàs de l'acte organitzat per la Crida a la Monumental el 24 de juny de 1983 i l'abandonament de la Crida d'un grup d'entitats properes a CiU.

## Expansió i activisme
Durant els anys 1984-1990 l'organització passà per la fase més espectacular d'accions directes. El 20 de desembre de 1984 més de 12.000 persones desfilen amb torxes, al vespre, pel centre de Barcelona, en una "Marxa Cívica Contra la Tortura", mètode d'interrogatori i acarnissament emprada contra detinguts a les dependències de la Policía Nacional, tal com assenyalen els informes d'Amnistia Internacional de tota la dècada de 1980, i amb la consegüent protesta de l'aleshores Gobernador Civil, Ferran Cardenal i de Alemany, que obre expedient als organitzadors de la marxa. El 20 d'abril de 1985 una vuitantena d'activistes ocuparen l'Estació de Sants per tal de catalanitzar-ne els serveis, divuit dels quals foren detinguts i quatre, Oriol Ferrer, Andreu Camps, Jordi Llobet i Bernat Llobet, empresonats per exigència del fiscal de torn, Carlos Jiménez Villarejo. El 1986 un grup d'activistes pintaren de color de rosa la fragata dels EUA USS Capodanno, en protesta per l'actitud bèl·lica de la VI Flota dels EUA a la Mediterrània, acció que fou acollida amb destacables mostres de suport social a Catalunya. L'Aeroport de Barcelona coneixerà una de les accions més vistoses de la Crida, quan prop d'una trentena d'activistes, disfressats de viatgers i amb maletes farcides amb més de 4.000 avions de paper amb les ales estampades amb el segell "En català!", fan volar els avions davant l'astorament de les forces antiavalots presents a l'aeroport, que no poden fer sinó fer caure, davant les càmeres de TVC, un avionet de cartró, centre de la protesta, pilotat per Jordi Rodri i per Aleix Puiggalí, que acaben amb diverses ferides causades per l'agressió, desproporcionada i molt violenta, dels efectius policials, Àngel Colom també resultà ferit. Els detinguts foren posats en llibertat, unes hores després i la resta l'endemà. Altres accions de la Crida que es dugueren a terme ho foren per tal d'impedir la construcció de línies d'alta tensió travessant el Montseny, per promoure i dur a terme repoblacions forestal arreu del país treballant amb escoles públiques de primària, de prevenció d'incendis, contra l'aplicació i vigència de la llei antiterrorista, de solidaritat amb els pobles d'Etiòpia i Eritrea en situació de crisi de fam, de suport a Nicaragua després del terratrèmol del 1986, de suport al diàleg al País Basc...
El juliol de 1986 es constituí al País Valencià per tal d'ajudar a la reconstrucció després de les inundacions, però perden un dels dirigents més carismàtics, Àngel Colom, que, després d'abandonar la Crida el setembre de 1986, acabà, el mes de febrer de 1987, ingressant a ERC juntament amb altres dirigents de la Crida: Xavier Bosch, Josep Maria Merenciano, Josep Maria Duart, Andreu Camps, Núria Vilar, Jordi Portabella, Jordi Mestres, Núria Comas i altres.
El 23 d'abril de 1986 es constitueix a les Illes Balears amb gent procedent de l'Obra Cultural Balear, del Partit Socialista de Mallorca (al qual pertany el portaveu a les Illes, Frederic Melis), i del Segon Congrés Internacional de la Llengua Catalana. El 1989 rebria gent procedent de la Lliga Comunista Revolucionària i del MCE-MCIB, però el 1991 el seu portaveu, Tomeu Martí i Florit, marxa a Barcelona i és substituït per Óscar Aguilera, i l'organització a les Illes decaigué.
El 23 d'abril de 1987 dos militants van romandre penjats més de sis hores a la façana d'El Corte Inglés de Barcelona desplegant una pancarta a favor del català. El 23 d'abril de 1988 convocà una manifestació en reconeixement de l'oficialitat del català al Parlament Europeu. Poc després el diari El País destapà l'afer de les subvencions que la Crida rebia de la Generalitat de Catalunya, en plena campanya per a les eleccions al Parlament de Catalunya de 1988, cosa que provocà una forta crisi en l'organització.

## Davallada
L'elecció, el 1988, d'Àngel Colom com a diputat al Parlament de Catalunya i la seva campanya per fer d'ERC el "pal de paller de l'independentisme" va restar protagonisme a la Crida. L'abril de 1990 van robar la Bandera d'Espanya del Parlament de Catalunya com a protesta per la visita del príncep espanyol Felip de Borbó. Aquells anys també es creen els Grups de Joves de la Crida, però això no evita la davallada de l'organització. L'octubre de 1991 la Crida proposa a ERC un protocol de col·laboració que no és acceptat. Alhora, un sector encapçalat per Carles Riera abandona la Crida per fundar l'Assemblea Unitària per l'Autodeterminació (AUA). El 1992, la Crida participa activament en la campanya "Freedom for Catalonia" per tal de donar a conèixer la realitat nacional de Catalunya al món amb motiu dels Jocs Olímpics de Barcelona. El 25 de juny de 1993 convocà un acte al Palau de Sant Jordi en solidaritat amb Bòsnia i tres dies més tard, el 29 de juny de 1993, la Crida es va dissoldre oficialment en un acte al Paranimf de la Universitat de Barcelona.

## Membres i llegat
Alguns dels seus portaveus van ser Àngel Colom, Jordi Sànchez i Carles Riera. Altres membres de la Crida van ser Jordi Via, Xavier Bosch, Núria Camps, Joan Manuel Tresserras, Elena Yunta, Enric Marín, Josep Maria Merenciano, Josep Maria Jansà, Xavier Sánchez i Picanyol, Lluís Garcia Petit, Ricard Vendrell, Oriol Ferrer Ribalaiga, Rosa Barber, Andreu Camps, Francesc Serra, Meritxell Oto, Jordi Portabella, Josep Garcia, Conxita Vila, Adrià Folia, Josep Maria Duart, Lluís Coromines Mainegre, Gisela Vicenç, Olga Nolla, Jordi Mestres, Núria Comas, Imma Albó, Jordi Llobet, Rosa Boscà, Mercè Camps, Jordina Camps, David Garcia, Tomàs Admetlla Salvatella, Jordi Gassiot, Agnès Villamor Casas, Ricard Martínez, David Madí, Eva Castellanos, Eva Piquer, Marta Rovira Martínez, Jordi Rodri, Toni Garcia, Carme Mullón, Tomeu Martí i Florit, Adrià Soler i desenes més de persones que constituïen els grups de treball, comissions, assemblees territorials.
Altres centenars de persones ajudaven la Crida a través de grups de suport comarcals.
Posteriorment, diversos membres de la Crida han format part de formacions polítiques com Esquerra Republicana de Catalunya, Convergència Democràtica de Catalunya, Iniciativa per Catalunya, Els Verds i la Candidatura d'Unitat Popular i, en alguns casos, han tingut responsabilitats en l'àmbit municipal o en diversos nivells de l'administració catalana. El març de 2012 un grup llarg de militants de la Crida van afiliar-se a l'Assemblea Nacional Catalana.